# Jean-Baptiste Desmarres
Pour les articles homonymes, voir Desmarres.
Jean-Baptiste Marie Desmarres d'Estimauville est un officier de la Révolution française, né à Pont-l'Evêque le 8 mai 1760 et mort exécuté le 31 janvier 1794 à Angers. On trouve aussi son nom orthographié Desmares. Officier d'Ancien Régime, notamment aux Indes, il s'engage dans la Révolution et combat en Vendée, mais, pris dans des luttes intestines, il est guillotiné pour trahison. Il est surtout connu pour avoir été le protecteur et le promoteur de Joseph Bara, héros de la Révolution.

## Biographie

### Officier d'Ancien Régime
Jean-Baptiste Marie Desmarres d'Estimauville, de famille noble, est sieur de Beaumonchel. Il est le fils de Jean-Baptiste d'Estimauville.

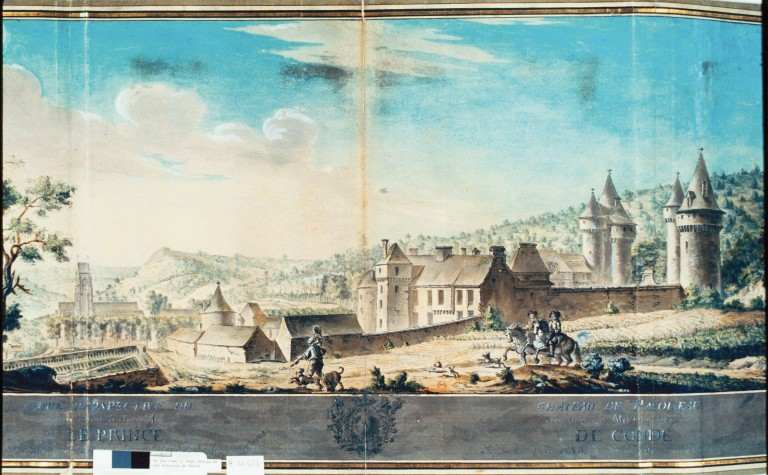
Le château de Palaiseau

Sa famille s'installe à Palaiseau en 1765, au service du prince de Condé qui en est le seigneur. En effet, le père de Jean-Baptiste-Marie Desmarres, ancien lieutenant du roi qui a combattu au Canada, titulaire de la croix de Saint-Louis, est capitaine des chasses du prince de Condé à Palaiseau. Quand le prince de Condé émigre après la prise de la Bastille, la famille Desmarres d'Estimauville gère le château. Parmi ses domestiques figure la mère du jeune Joseph Bara et une femme de la famille Desmarres est la marraine d'une sœur du jeune Joseph.
Desmarres intègre l'Ecole militaire royale, puis devient cadet-gentilhomme en 1776. Il sert aux Indes de 1778 à 1785, où il obtient le grade de major des cipayes. Il s'y trouve encore en 1789.

### Officier de la Révolution
En 1790, Desmarres est chassé de Pondichéry à cause de ses opinions révolutionnaires. Revenu à Palaiseau, où son père commande une compagnie des volontaires de la Garde nationale, il abandonne sa particule.
Il s'engage dans les volontaires nationaux en août 1792. Nommé adjudant-général à l'armée des côtes de Brest, il part commander la place de Bressuire. L'enfant Joseph Bara fait partie de ses subordonnés. Les armées de cette époque comptent beaucoup d'enfants, aux tâches imprécises. C'est à partir de Bressuire que Desmarres combat les Vendéens conduits par le comte de La Bouëre et Pierre Cathelineau, frère du généralissime vendéen Jacques Cathelineau.
Ayant reçu l'ordre d'occuper Jallais, au nord de Cholet, la troupe commandée par Desmarres y est surprise par les Vendéens le 7 décembre 1793. C'est au cours de cette escarmouche que le jeune Joseph Bara est tué.
Comme les opérations militaires dirigées par Desmarres ne sont pas vraiment couronnées de succès, il doit en rendre compte à son chef, le général Turreau. Desmarres cumule alors plusieurs handicaps. En effet, il est noble et dantoniste alors que Turreau est proche des hébertistes, il est pris dans des querelles autour du général Rossignol et il a servi aux Indes, alors que s'étend un scandale autour de la liquidation de la Compagnie des Indes.
Convoqué à Angers pour s'expliquer, il y arrive le 28 décembre 1793. Turreau le relève de son commandement et le fait incarcérer. Malgré le soutien du général Decaen, Desmarres est accusé d'avoir dissimulé sa noblesse et d'avoir trahi devant l'ennemi. Il est condamné à mort le 30 janvier 1794 et guillotiné le lendemain. Dans une lettre au ministre de la guerre écrite quelques jours après, le 3 février 1794, Turreau se félicite de cet exemple. En effet, il a des difficultés à contrôler ses hommes.

### Promoteur de Bara
Ce n'est pas pour son rôle militaire, somme toute éphémère, que Desmarres est resté dans les mémoires, mais parce qu'il a été le déclencheur de la célébrité de Joseph Bara. En effet, le lendemain de l'escarmouche de Jallais, le 8 décembre 1793, Desmarres écrit à la Convention pour annoncer la mort de Joseph Bara. Il le décrit combattant en véritable héros et par ailleurs soutien de famille :    

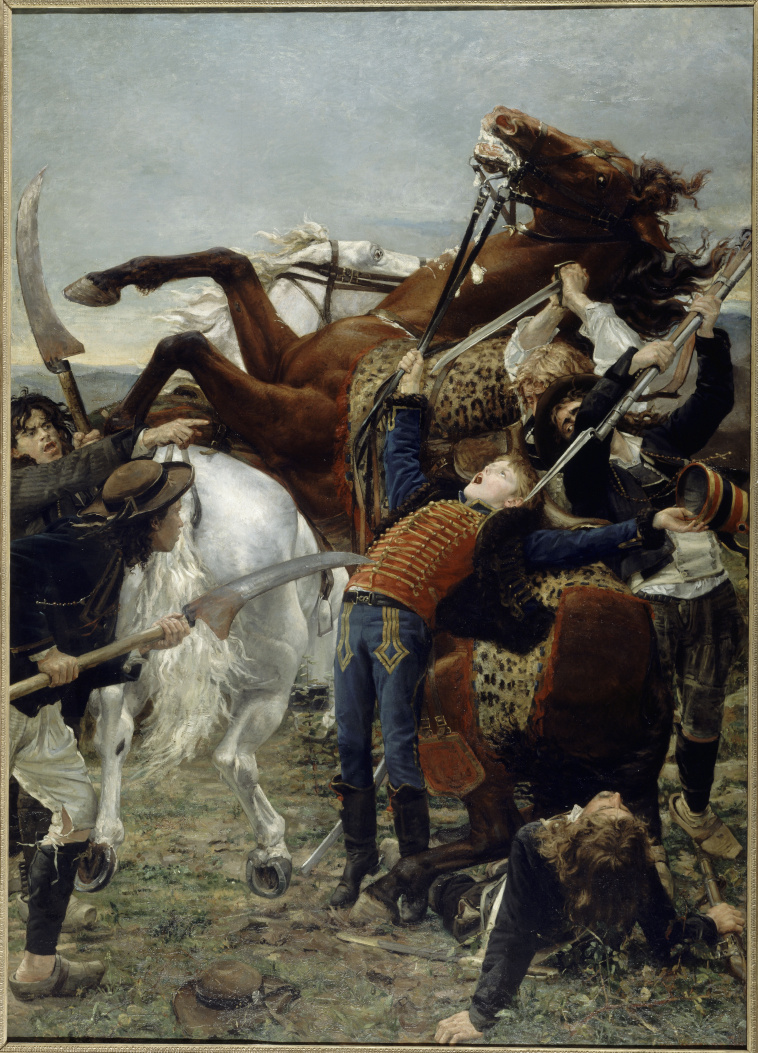
La Mort de Bara. Tableau de Jean-Joseph Weerts (1883)

J'implore ta justice, citoyen ministre, et celle de la Convention pour la famille de Joseph Bara ; trop jeune pour entrer dans les troupes de la République mais brûlant de la servir, cet enfant m'a accompagné depuis l'année dernière, monté et équipé en hussard : toute l'armée a vu avec étonnement un enfant de treize ans affronter tous les dangers, charger toujours à la tête de la cavalerie ; elle a vu, une fois, ce faible bras terrasser et amener deux brigands qui avaient osé l'attaquer. Ce généreux enfant, attaqué hier par les brigands, a mieux aimé périr que de se rendre et leur livrer deux chevaux qu'il conduisait. Aussi vertueux que courageux, se bornant à sa nourriture et à son habillement, il faisait passer à sa mère tout ce qu'il pouvait se procurer ; il la laisse avec plusieurs filles et un jeune frère infirme sans aucune espèce de secours.

Je supplie la Convention de ne pas laisser cette malheureuse mère dans l'horreur de l'indigence ; elle demeure dans la commune de Palaiseau, district de Versailles.
Desmarres veut à la fois faire accorder à la mère de Bara une pension par la Convention (ce qui n'est pas exceptionnel) et se signaler par un épisode mémorable pour conforter sa propre position qu'il sait très fragile. Il essaye ainsi de se faire pardonner ses échecs militaires.
On sait qu'il échoue pour le second objectif, mais est couronné de succès pour le premier : la lettre de Desmarres est lue et commentée à la Convention par Barère dès le 15 décembre 1793. La Convention accorde immédiatement une pension à la mère de Bara et le 28 décembre 1793 Robespierre demande sa panthéonisation.
Quand il l'apprend, Desmarres écrit une seconde lettre à la Convention, qui y est lue le 15 janvier 1794, où il met en scène l'instant de la mort de Bara :    

« A pied, tenant ses deux chevaux par la bride, et répondant : "A toi, f.... brigand, les chevaux du commandant et les miens ! Eh bien oui ! ..." Ce sont ces paroles répétées plusieurs fois qui lui ont valu la mort. »

L'héroïsation de Bara est en marche et elle n'est pas remise en cause par la condamnation de Desmarres.